# باول هاكيت
باول هاكيت (بالإنجليزية: Paul Hackett)‏ هو لاعب كرة قدم أمريكية أمريكي، ولد في 5 يوليو 1947 في برلينغتون في الولايات المتحدة.

## وصلات خارجية
- باول هاكيت على موقع إن إن دي بي (الإنجليزية)